# Bibliothèque principale de Hyvinkää
La bibliothèque principale de Hyvinkää (finnois : Hyvinkään pääkirjasto) est le bâtiment principal de la bibliothèque municipale de Hyvinkää en Finlande.

## Architecture
La construction de la bibliothèque, conçue par Raimo et Ilmo Valjakka, s'achève  en 1968.
Le bâtiment de la bibliothèque compte trois niveaux dont le dernier étage contient les espaces publics avec bibliothèques de prêt et de référence, l’étage intermédiaire avec un département de musique, une librairie, des espaces de travail et deux salles de recherche.
À l'époque, l'étage inférieur comprend un centre de chauffage, deux appartements et un abri. 
L'édifice est le bâtiment de bibliothèque le plus moderne d'Uusimaa et, à ses débuts, il attire de nombreux visiteurs, venant notamment du Japon et d'Australie.
En 2002, le bâtiment de la bibliothèque est rénové et agrandi. 
La bibliothèque est transférée à l’étage inférieur où de nouveaux espaces de travail ont été aménagés.